# 二重思考
二重思考（にじゅうしこう、ダブルシンク、doublethink）とは、ある人が相反する2つの理論にあったら、この2つの理論の間の矛盾点を無視しつつ自然のように受け入れ、他人からその違和感を指摘されても、矛盾した2つの理論を同時に固く信じ続けること。
ジョージ・オーウェルの小説『1984年』に登場する思考能力であり、物語の中核を成す概念でもある。

## 概要
作中では「相反し合う二つの意見を同時に持ち、それが矛盾し合うのを承知しながら双方ともに信奉すること」と説明されており、舞台となっている全体主義国家では民主主義などは存立しえない、という事実を信じながら、なおかつ、国家を支配する「党」が民主主義の擁護者である、というプロパガンダをも同時に信じるなど登場人物の思考に大きな影響を与えている。
二重思考は作中の全体主義国家オセアニアの社会を支配するエリート層（党内局員）が半永久的に権力を維持するため、住民（中間階級である党外局員ら）および自分たち自身に実践させている思考能力である。二重思考を実践していると、自分自身の現実認識を絶えずプロパガンダと合致する方向へと操作し、しかも操作したという事実をどこかで覚えている状態となる。
「二重思考」とはニュースピーク（新語法）による単語であり、オールドスピーク（旧語法、現実の英語）に直せば、「リアリティー・コントロール」（真実管理）となる。

## 二重思考の起源
小説内では、エマニュエル・ゴールドスタイン著とされる禁書（『少数独裁制集産主義の理論と実際』）を引用する形で、二重思考（ダブルシンク）について以下のように書かれる。
オーウェルは作中で、絶えざるプロパガンダで人々を貶めずして党がその力を守ることはできないと説明する。しかしこの残忍な不実さが行われているという事実は、たとえそれを知るものがエリート層である党内局員しかいないとしても、人心を傷つけ国家を内部から崩壊させることにつながりうる。このため、党は国民の現実認識をコントロールする方法を編み出している。『1984年』で党が行っているのは「テレスクリーン」による国民の日常生活の監視だけでなく、日常生活の中の言語と思考方法を変えることによる、オセアニア国民（社会を支配するエリート層も含む）の思考の管理と操作である。このうち言語を通じた思想管理の手段が、新しい英語である「ニュースピーク」で、思考を直接管理する手段が「二重思考」である。ニュースピークも、基本的で重要な単語の意味の単純化・変更などを通じて、二重思考と密接に関連している。
二重思考は、個人の信仰体系（ものの見方）の中の矛盾に対する、よく訓練された、意識的な、知的な無視のかたちである。二重思考は、心の中で悪いことを考えながら外面では善を装う「偽善」や、複数の対立する立場のどれにも味方しない中立的な思考と関連があるが、はっきりと異なっている。二重思考をする者は偽善者と異なり、自分の心の中にある対立した信念を同時に信じ込み、対立が生み出す矛盾のことを完全に忘れなければならない。次には、矛盾を忘れたことも忘れなければならない。さらに矛盾を忘れたことを忘れたことも忘れ、以下意図的な忘却のプロセスが無限に続く。オーウェルはこれを「管理された異常精神」と書いている。
作中では、主人公ウィンストン・スミスは「真理省」の「記録局」で最新の党の発表に基づき過去の記録や報道を改竄し続けている。二重思考は、記録改竄の作業を進めることを可能にし、そして改竄したばかりの新しい記録を正しいものだと信じる精神状態である。真理省の名前自体が二重思考の実践である。真理省の役人たちにとって、真理省は「虚構を所管している省庁」である、ということを認識できないと仕事は不可能だが、同時に真理省で生み出される記録はすべて真理であるということを信じなければならない。
二重思考による自己欺瞞は、党が誇大な目標を持ちつつ現実的な予測をするということを可能にさせる。「もし支配し、且つ支配し続けようと望むならば、現実感覚の転換が行えるようにならねばならぬ。何故なら支配者たるの秘訣は、絶対に過ちを犯さぬという信念と、過去の過ちから学ぶという力とを結合させることにあるからだ」。このため党員はだまされやすい人間にならなければならない一方で、関連する情報を知ることを欠かしてはならない。党は熱狂的で、かつ情報によく通じていなければならず、それゆえ崩壊することもない。二重思考は、「悪いニュースを持ってきた伝令を殺す」ような、命令系統を損なう態度を避けることになりうる。二重思考は党が自らを訓練し、大々的なプロパガンダを補い、国家の治安を取り締まるための決定的な手段である。こうして、党の悪は、人民からも、そして党やエリート層自身からも隠蔽されるが、過去の原始的な専制国家につきものだった混乱や情報の不伝達などからはまぬがれる。党は、究極の目的である「階層構造の維持、支配と不平等と非自由の永続化」といったものをたじろぐことなく認識することができ、これらの目標と平等主義をうたうプロパガンダを矛盾なく共存させることができる。